# Przejście graniczne Krzanowice-Rohov
Przejście graniczne Krzanowice-Rohov – polsko-czechosłowackie przejście graniczne małego ruchu granicznego położone w województwie śląskim, w powiecie raciborskim, w gminie Krzanowice, w miejscowości Krzanowice, zlikwidowane w 1985.

## Opis
Przejście graniczne małego ruch granicznego Krzanowice-Rohov – II kategorii zostało utworzone 13 kwietnia 1960. Czynne było w okresie 15 marca–30 września, w godz. 6.00–19.00. Dopuszczony był ruch osób i środków transportu na podstawie przepustek w związku z użytkowaniem gruntów. Osoby przekraczające granicę w tym przejściu mogły przenosić lub przewozić tylko te przedmioty, które zgodnie z Konwencją lub przepisami wydanymi na jej podstawie nie wymagały zezwolenia na wywóz lub przywóz oraz zwolnione były od cła i innych opłat. Odprawę graniczną i celną wykonywały organy Wojsk Ochrony Pogranicza. Kontrolę graniczną i celną osób, towarów oraz środków transportu wykonywała Strażnica WOP Krzanowice.
24 maja 1985 przejście graniczne formalnie zostało zlikwidowane.

## Galeria

Przejście graniczne Krzanowice-Rohov
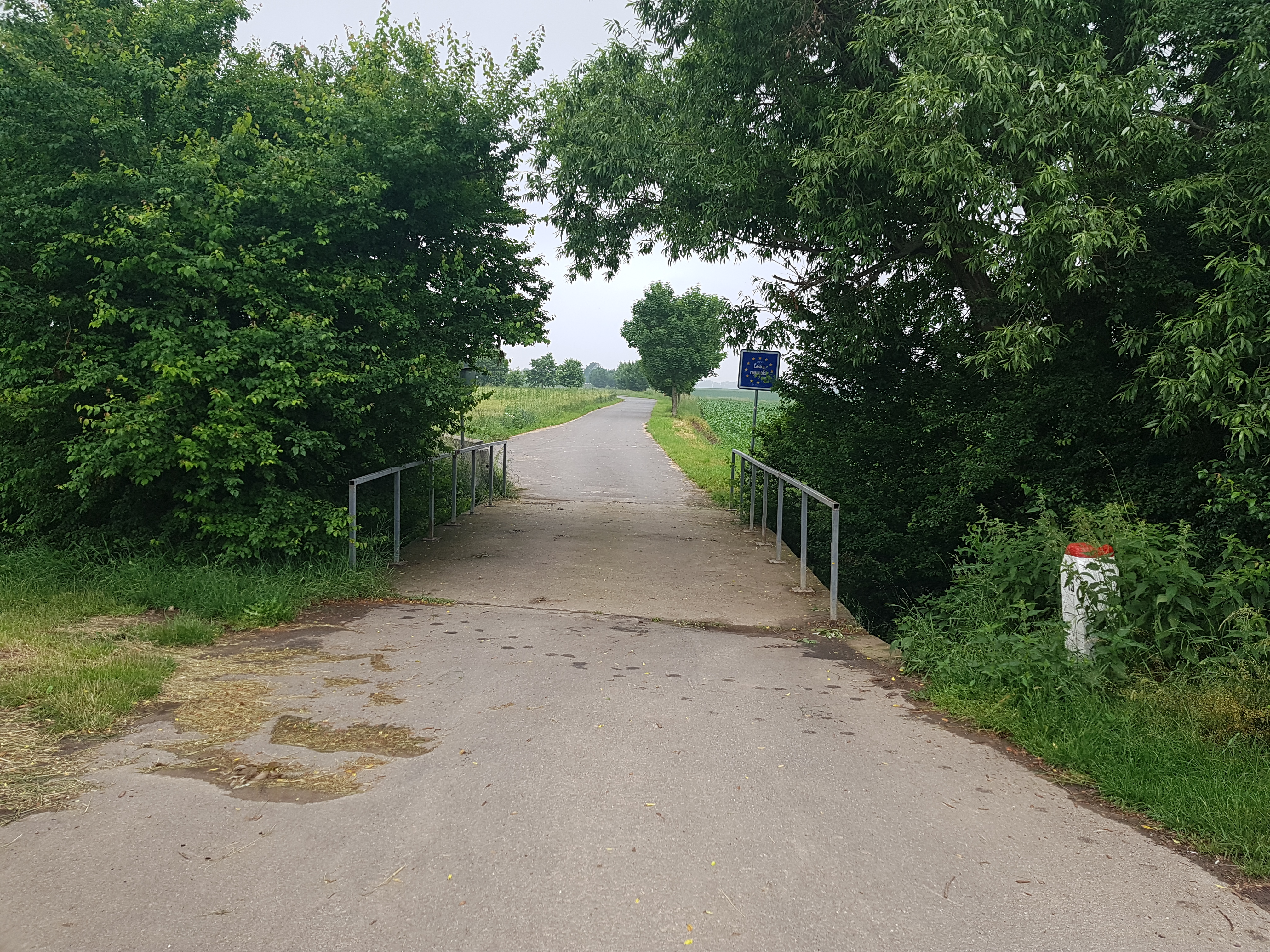
Widok od strony RP (czerwiec 2020)
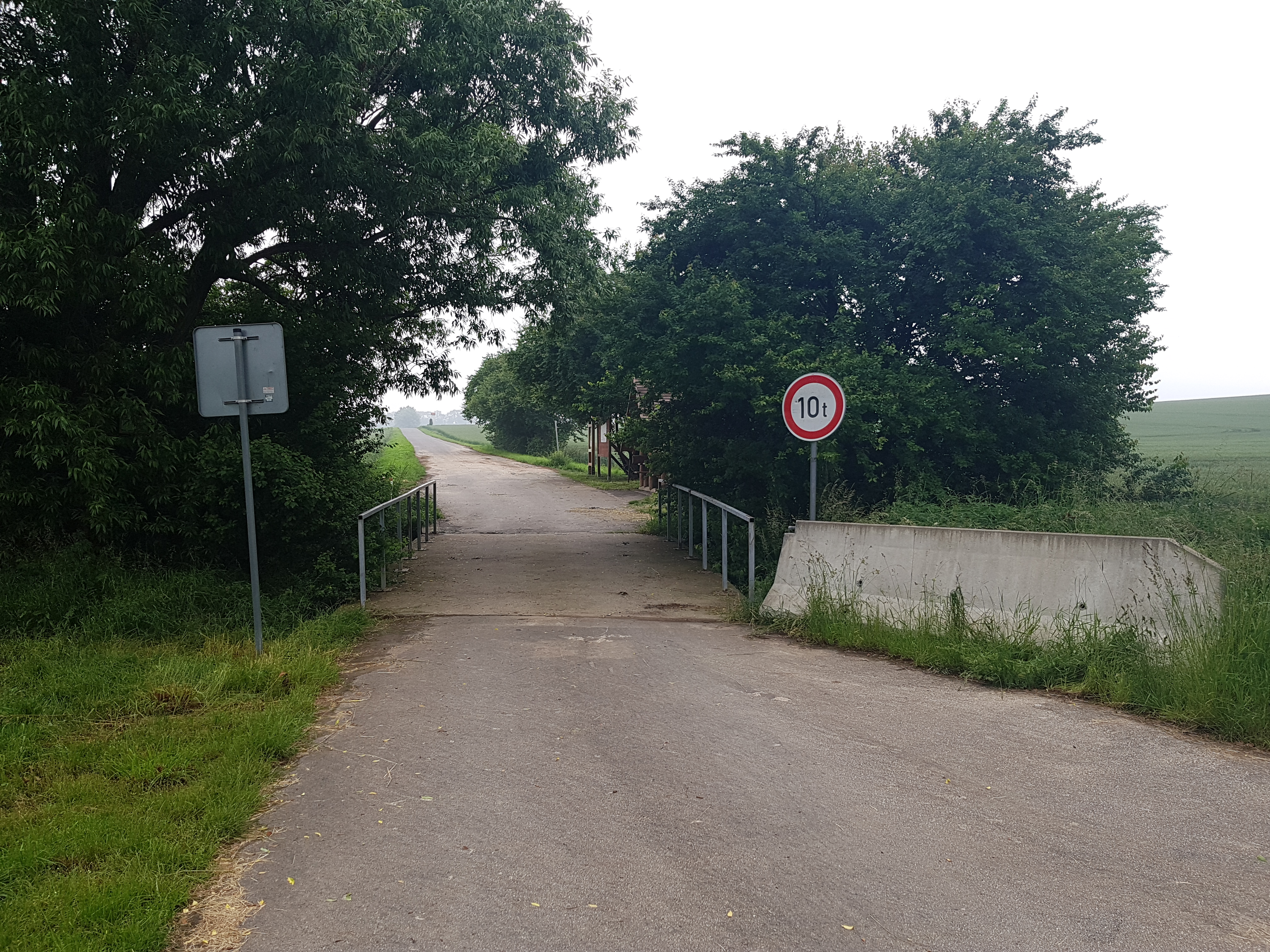
Widok od strony RCz (czerwiec 2020)